# جوناثان غلوفر
جوناثان غلوفر (بالإنجليزية: Jonathan Glover)‏ هو فيلسوف بريطاني، ولد في 1941.

## وصلات خارجية
- جوناثان غلوفر على موقع IMDb (الإنجليزية)
- جوناثان غلوفر على موقع الموسوعة البريطانية (الإنجليزية)